# 駐立陶宛外交機構列表

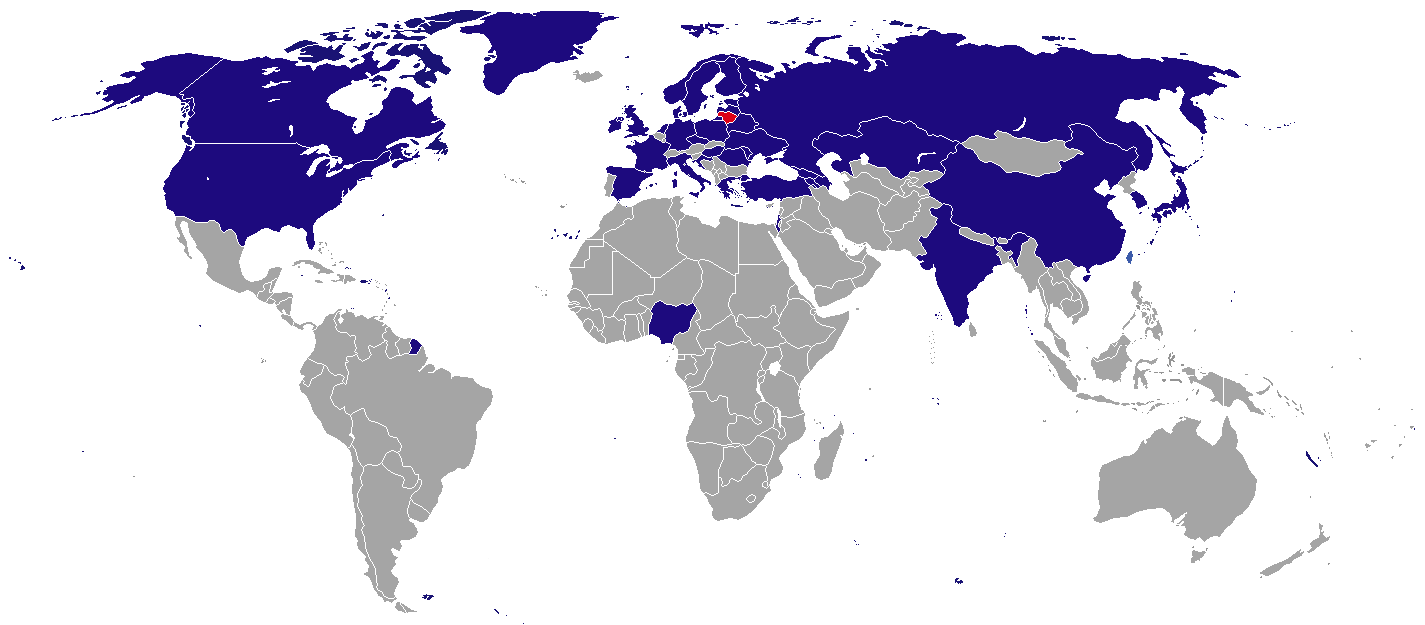
驻立陶宛外交机构地图

駐立陶宛外交機構列表為各國駐在立陶宛的大使館與領事館列表。1991年，立陶宛重新获得独立，开始陆续与各国建立或恢复外交关系，截至2019年，已经有187個國家与立陶宛外交關係，其中有35个国家在立陶宛开设了大使馆及领事馆，部分未设置大使馆的国家，通过在立陶宛境内的名誉领事馆或位于波兰、丹麦、德国、瑞典等国的大使馆兼辖对立陶宛的相关事务。

## 位于维尔纽斯大使馆

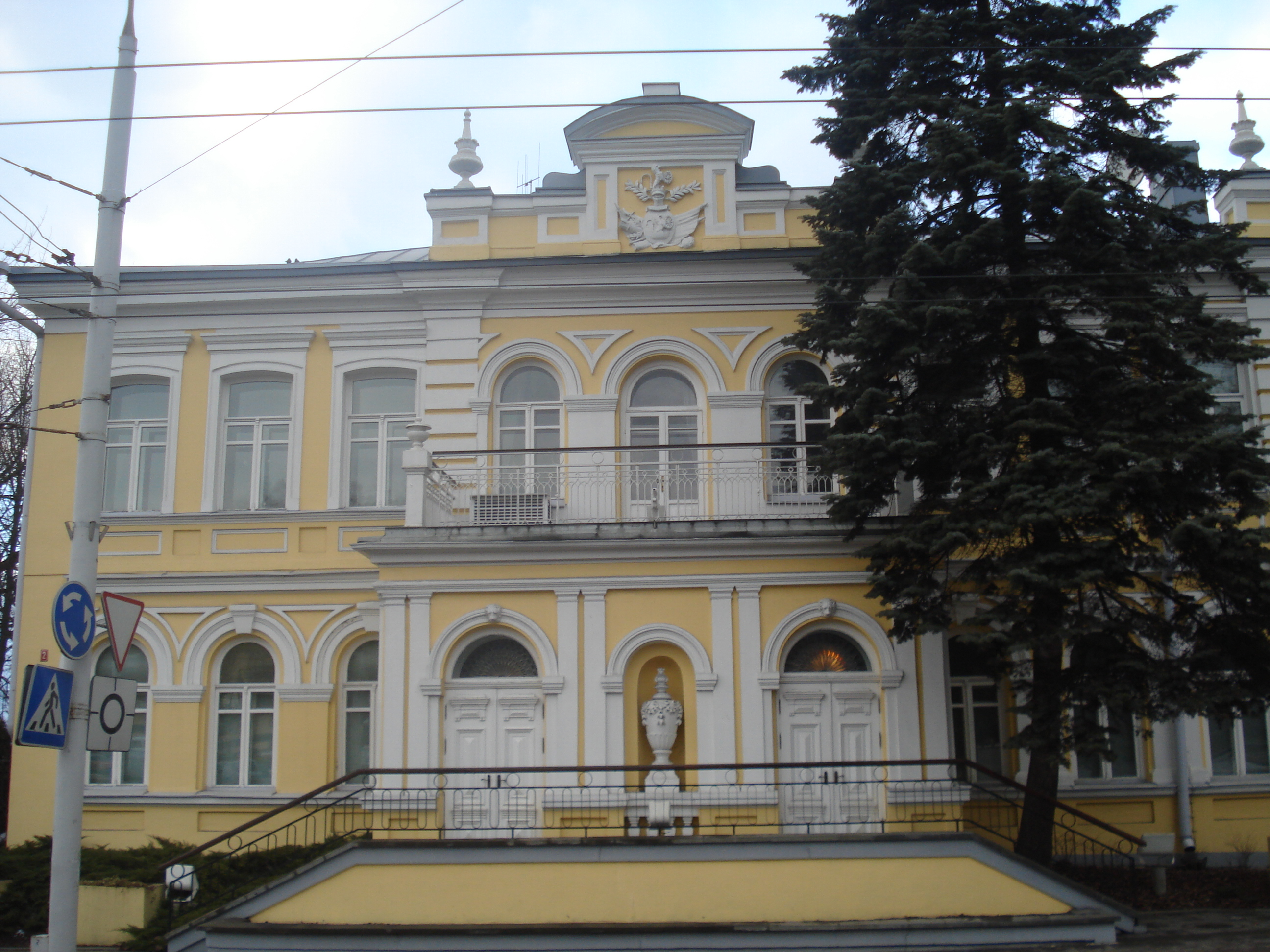
英国驻立陶宛大使馆

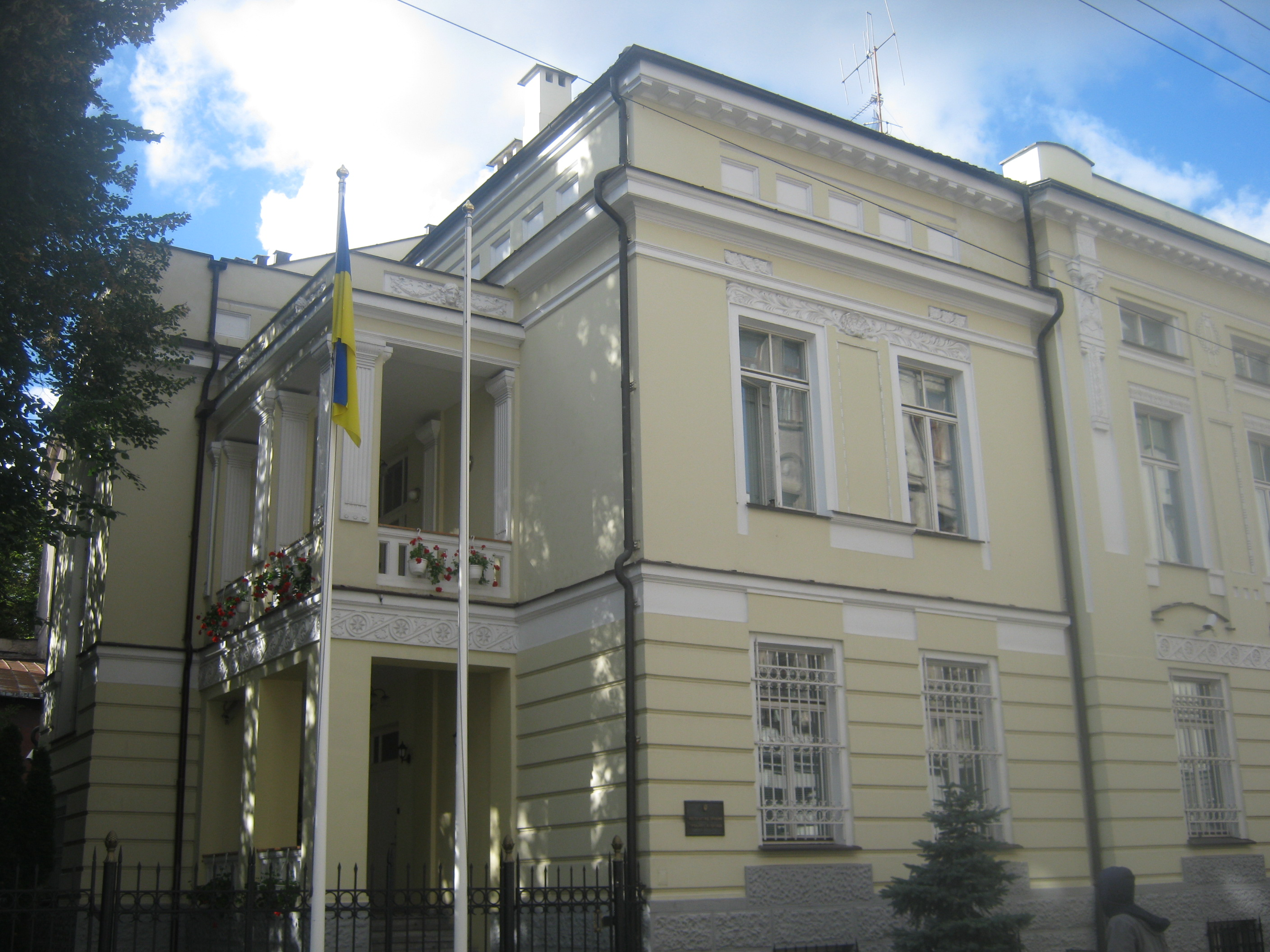
乌克兰驻立陶宛大使馆

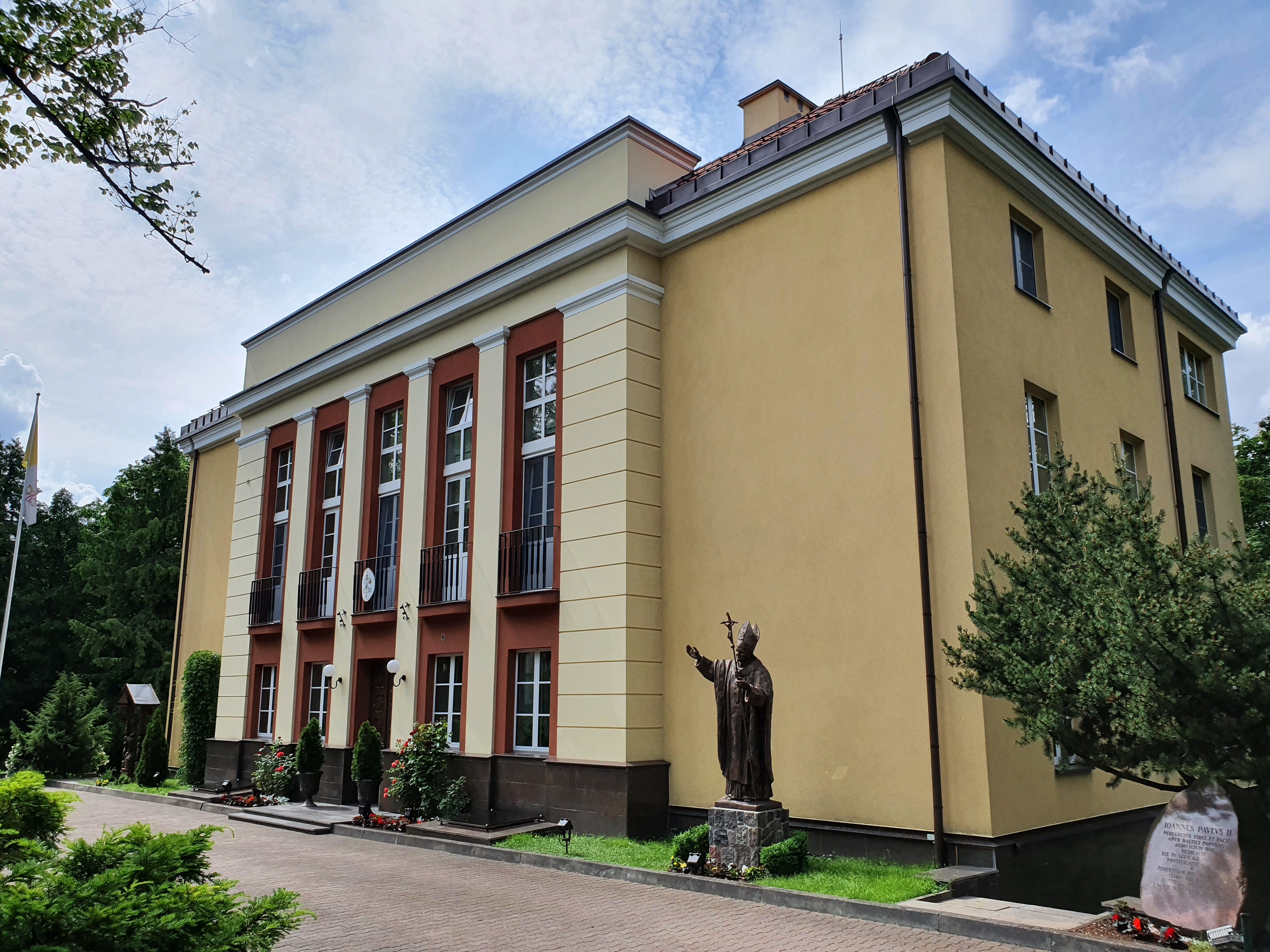
圣座驻立陶宛大使馆

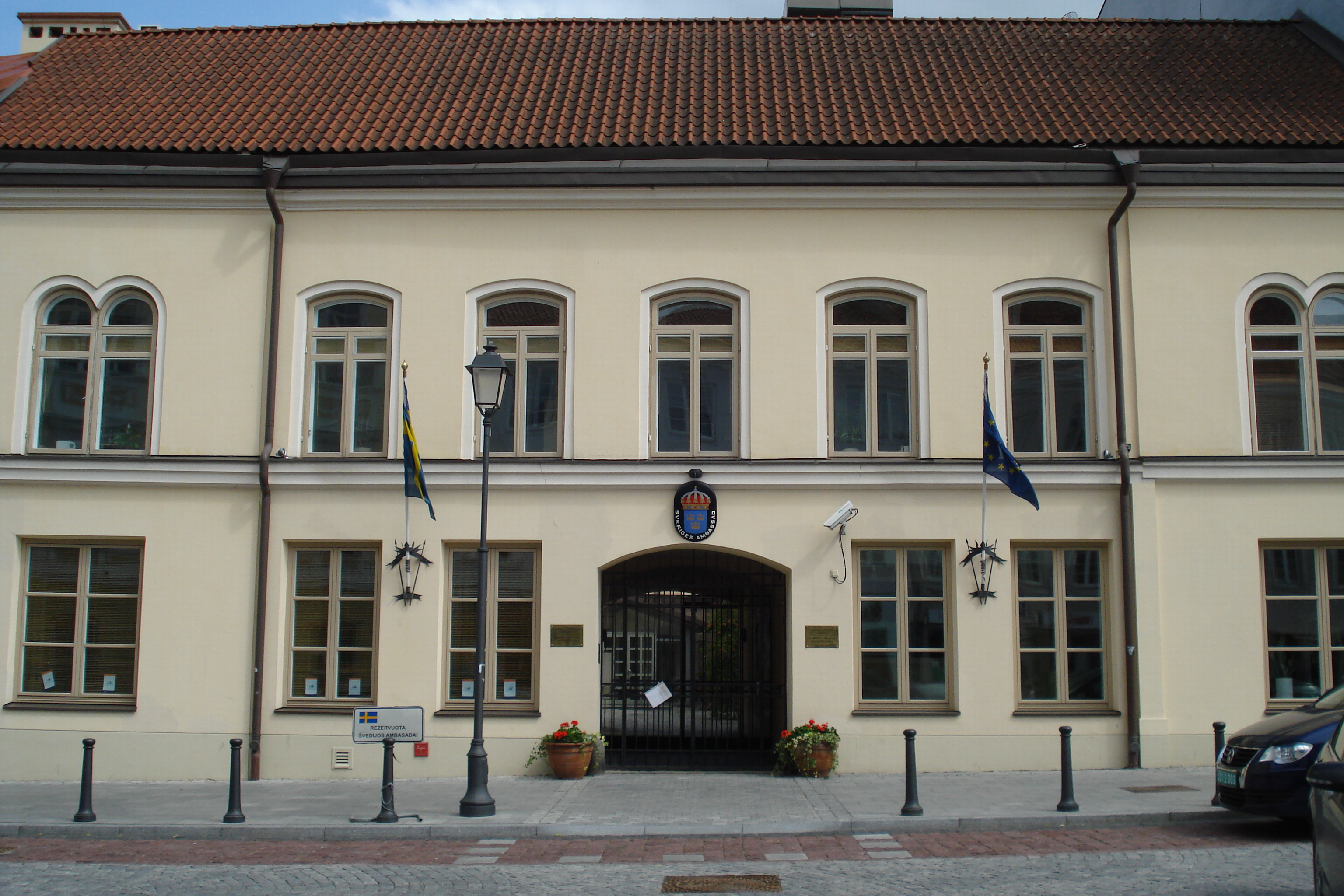
瑞典驻立陶宛大使馆

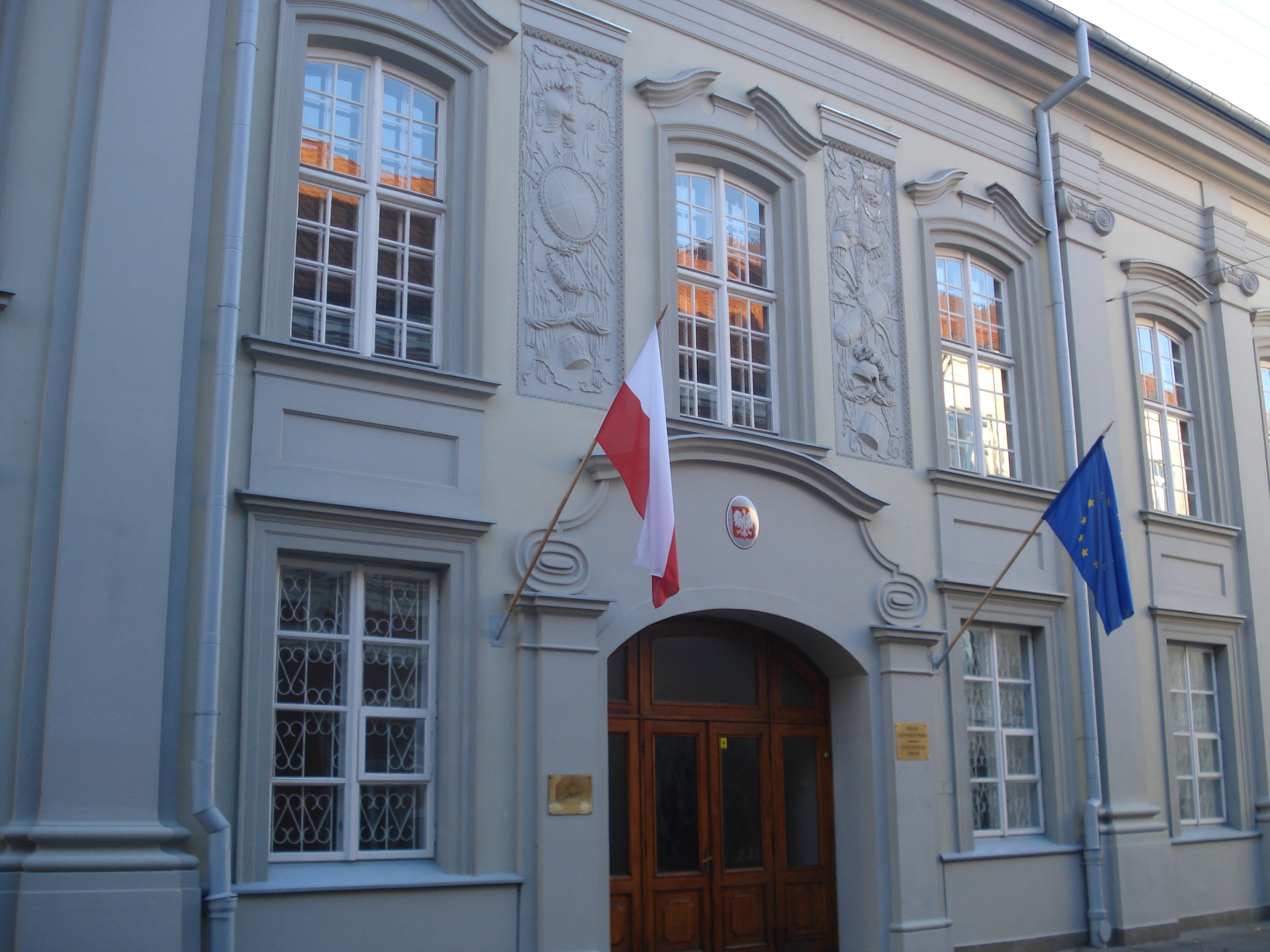
波兰驻立陶宛大使馆

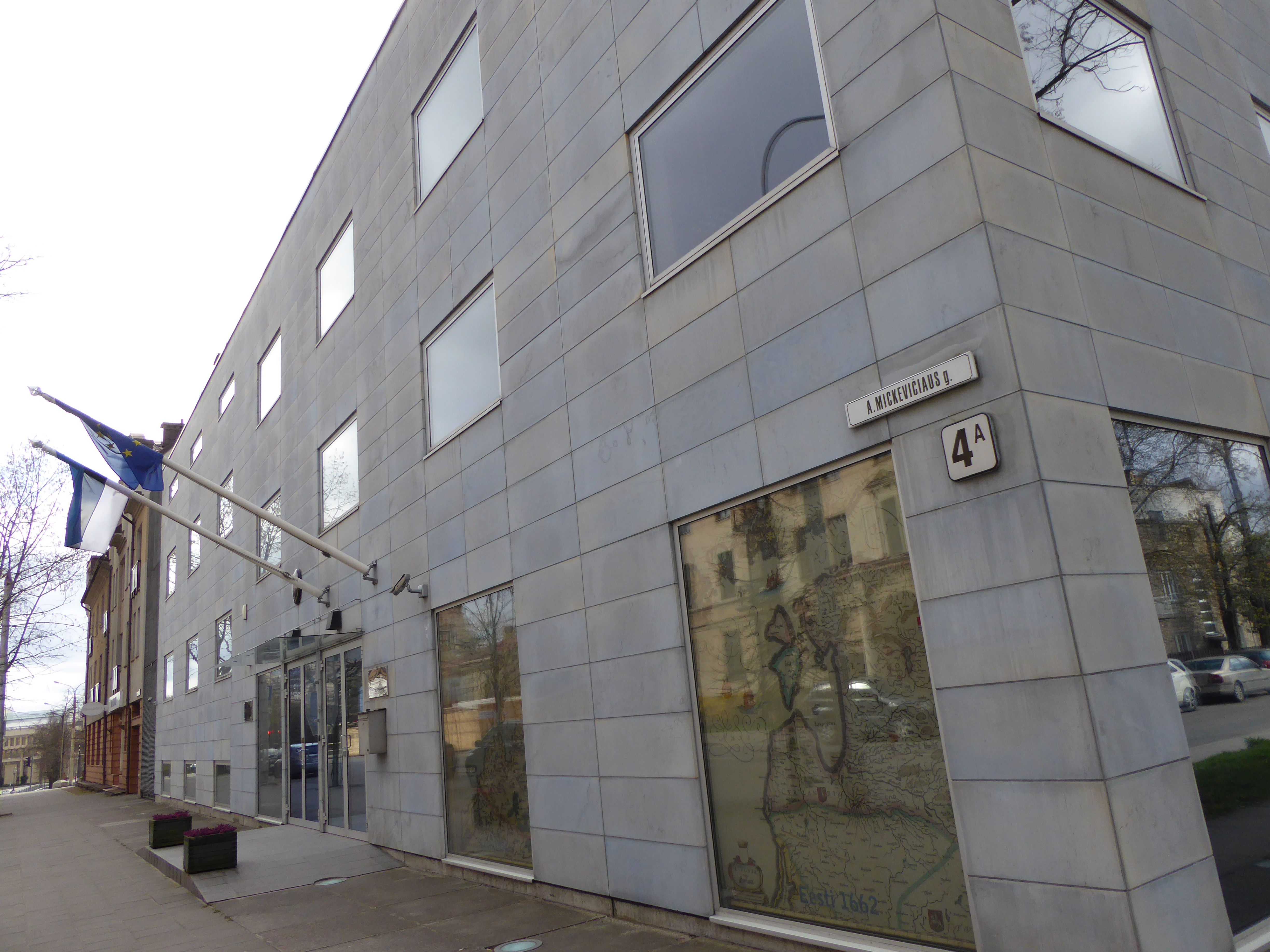
爱沙尼亚驻立陶宛大使馆

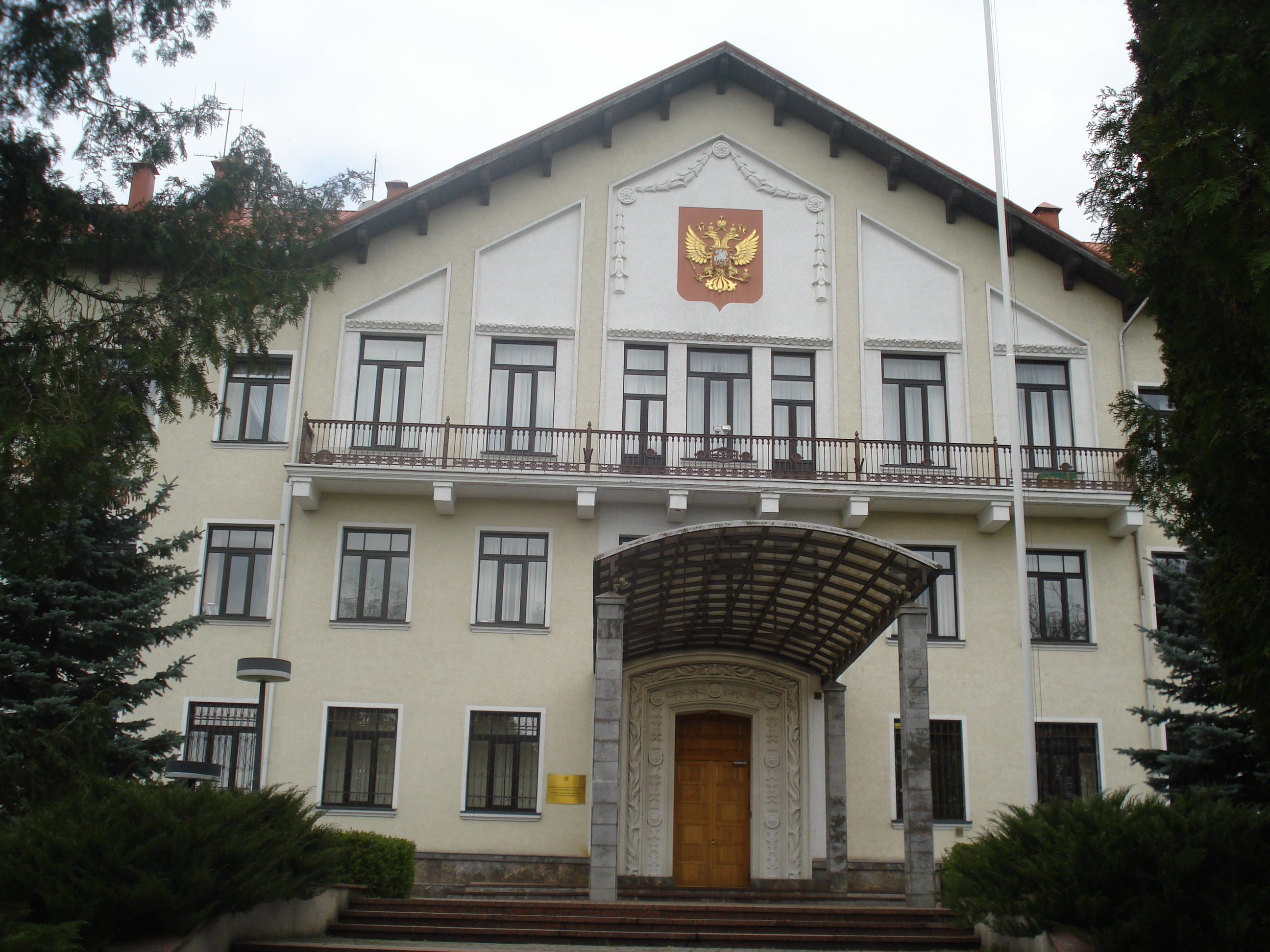
俄罗斯驻立陶宛大使馆

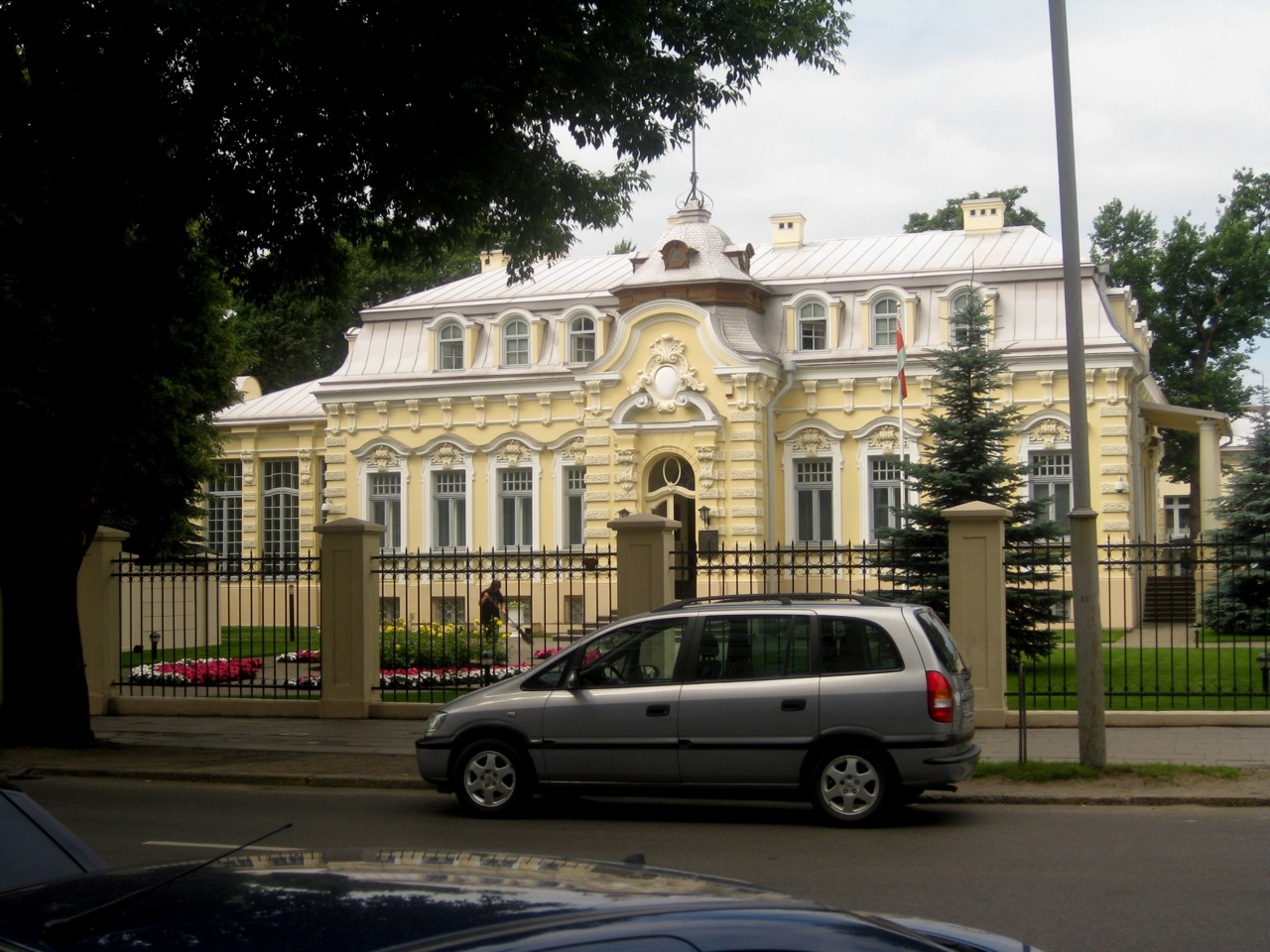
白俄罗斯驻立陶宛大使馆

- 亞美尼亞
- [1]
- 白俄羅斯
- 捷克
- 丹麦
- 爱沙尼亚
- 芬兰
- 法國[2]
- 德国
- 希腊
- 聖座
- 匈牙利
- 印度
- 爱尔兰
- 以色列
- 義大利
- 日本（详情）
- 拉脫維亞
- 摩尔多瓦
- 荷蘭
- 奈及利亞
- 挪威
- 波蘭[3]
- 羅馬尼亞
- 俄羅斯 [4]
- 馬爾他騎士團
- 西班牙
- 瑞典
- 土耳其
- 乌克兰（详情）
- 英国[5]
- 美国[6]

## 位于维尔纽斯的其他外交代表机构
- 加拿大 （大使馆分馆）
- 中国 （代表处）[7]
- 臺灣 （駐立陶宛台灣代表處）[8]

## 位于立陶宛境外
位于德国柏林:
- 布吉納法索
- 科威特
- 馬爾地夫
- 马拉维
- 毛里塔尼亚
- 巴拉圭
- 多哥

位于丹麦哥本哈根:
- 巴西[9]
- 埃及
- 印度尼西亞
- 摩洛哥
- 尼泊尔
- 葡萄牙
- 沙烏地阿拉伯
- 泰國

位于芬兰赫尔辛基:
- 冰島[10]
- 纳米比亚
- 尼加拉瓜
- 巴勒斯坦
- 秘魯

位于白俄罗斯明斯克:
- [11]
- 巴基斯坦
- 叙利亚
- [12]
- [13]

位于俄罗斯莫斯科:
- 柬埔寨[14]
- 加彭
- 几内亚

位于拉脱维亚里加:
- 加拿大
- 斯洛伐克
- 瑞士

位于瑞典斯德哥尔摩:
- 安哥拉
- 薩爾瓦多
- 科索沃
- 利比亞
- 墨西哥
- 南非
- 斯里蘭卡
- 坦桑尼亚
- 尚比亞

位于波兰华沙:
- 阿富汗
- 阿尔巴尼亚
- 阿尔及利亚
- 阿根廷[15]
- 比利时
- 保加利亚
- 智利
- 哥伦比亚
- 賽普勒斯
- 印度
- 伊朗
- 伊拉克
- 黎巴嫩
- 北馬其頓
- 马来西亚
- 蒙古国
- 蒙特內哥羅
- 新西兰
- 巴拿马
- 菲律賓
- 塞爾維亞
- 斯洛維尼亞
- 突尼西亞
- 阿联酋
- 乌拉圭
- 越南

位于其他城市:

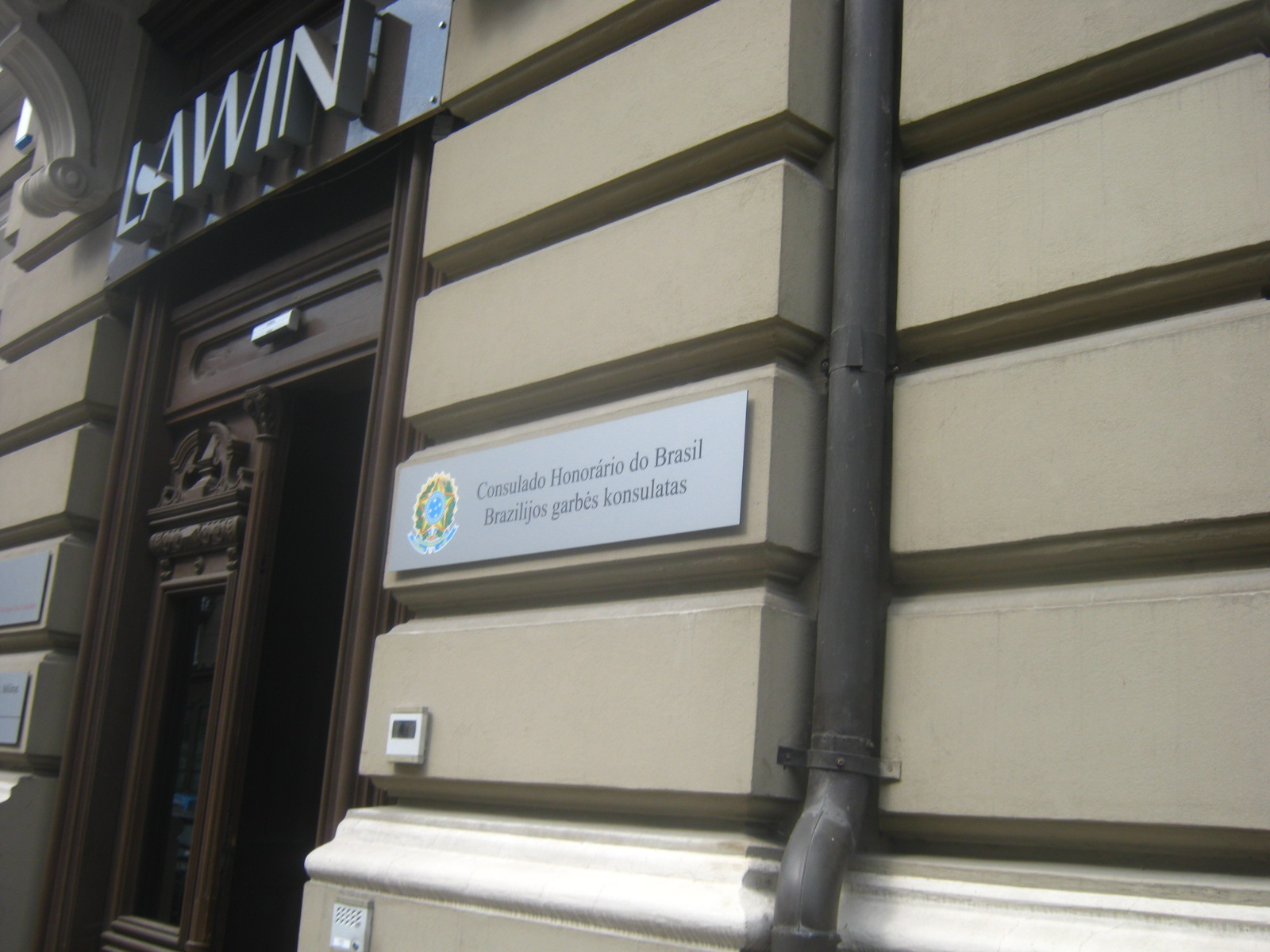
巴西驻立陶宛名誉领事馆，由巴西驻丹麦大使馆兼辖

- 奥地利 (维也纳，本国外交部非常任大使)